# Panorpa horiensis
Panorpa horiensis is een insect uit de orde van de schorpioenvliegen (Mecoptera), familie van de schorpioenvliegen (Panorpidae). De wetenschappelijke naam van de soort is voor het eerst geldig gepubliceerd door Issiki in 1929.
De soort komt voor in Taiwan.